# Egons Spuris
Egons Spuris (ur. 5 października 1931, zm. 20 maja 1990) – łotewski fotograf.
W 1962 ukończył Politechnikę w Rydze. W tym samym roku był jednym z współzałożycieli klubu fotograficznego „Riga”. W 1975 zaczął prowadzić klub fotograficzny „Ogre”. Specjalizował się przede wszystkim w fotografiach czarno-białych. Był prekursorem subiektywnego dokumentalizmu na Łotwie.
W 1988 został członkiem Łotewskiego Związku Projektantów. Zdobył kilka nagród zagranicznych.